# Rosenzeit
Rosenzeit – ostatni album studyjny niemieckiego aktora, piosenkarza Roya Blacka wydany w 1991 roku. Płytę promowały utwory "Frag' Maria" i "Was Soll Ich Ohne Dich Oben Im Himmel". 

## Lista utworów
1. Ich Träume Mich Zu Dir − 3:31
2. Frag' Maria − 3:44
3. Rosenzeit − 3:10
4. Was Soll Ich Ohne Dich Oben Im Himmel − 3:24
5. Jeder Braucht 'Nen Kleinen Flugplatz − 3:29
6. Nie Mehr Verlier'n − 3:30
7. ... Und Trotzdem, Ich Lieb' Dich − 3:24
8. Morgen Früh − 3:34
9. Ich Kann Mich Nur Wundern Über Dich − 3:26
10. Warum Gerade Du − 3:15
11. Von Herz Zu Herz − 3:38
12. Die Liebe Sucht − 3:55